# Labský důl
Der Labský důl (deutscher Name: Elbgrund) ist ein kleines Tal im tschechischen Riesengebirge. Er beginnt etwa einen Kilometer ostsüdöstlich der Elbquelle in ca. 1.300 Metern Höhe mit dem Elbfall. Direkt am Wasserfall befand sich die alte Elbfallbaude aus dem 19. Jahrhundert, jetzt liegt etwas südlich die neue Labská bouda von 1975. 
Durch das ungefähr 4,5 Kilometer lange, bewaldete Kerbtal der jungen Elbe, das sich von West-Nord-West nach Ost-Süd-Ost erstreckt, verläuft anfangs südlich und später nördlich ein blau markierter Wanderweg. Südlich des Elbgrundes befinden sich die so genannten Elbgruben.